# 1987 en sports équestres
Chronologie des sports équestres
- 1986 en sports équestres - 1987 en sports équestres - 1988 en sports équestres

Cet article présente les faits marquants de l'année 1987 en sports équestres.

## Événements

### Avril
- avril 1987 : 1re édition du championnat du monde de polo à Buenos Aires (Argentine) remportée par l'Argentine..
- avril 1987 : la finale de la coupe du monde de saut d'obstacles 1986-1987 est remportée par Katharine Burdsall et The Natural[1].

### Septembre
- 6 septembre 1987 : 18e édition du championnat d'Europe de concours complet d'équitation 1987 à Luhmühlen (Allemagne) qui est remportée par Virginia Leng-Holgate sur Night Cap en individuel et par l'équipe du Royaume-Uni[2].

### Année
- 19e édition des championnats d'Europe de saut d'obstacles à Saint-Gall (Suisse).
- première édition du Normandie Horse Show.
- 13e édition des championnats d'Europe de dressage 1987 à Goodwood House (Royaume-Uni).
- la finale de la coupe du monde de dressage 1986-1987 à Essen (Allemagne de l'Ouest) est remportée par Christine Stückelberger sur Gaugin de Lully[3].